# ГЕС Егюзон
ГЕС Егюзон (фр. Barrage d'Éguzon) – гідроелектростанція у центральній Франції. Знаходиться на річці Крез (права притока Vienne, яка в свою чергу є лівою притокою Луари),  що дренує північно-західну сторону Центрального масиву. 
Для накопичення ресурсу на Creuse звели арково-гравітаційну греблю висотою 61 метр, довжиною 300 метрів та товщиною від 5 до 54 метрів, на яку пішло 220 тис м3 матеріалу. Вона утримує витягнуте по долині річки на 16 км водосховище із площею поверхні 3,1 км2  та об’ємом 57 млн м3.  
Машинний зал пригреблевого типу обладнано шістьма турбінами типу Френсіс потужністю по 12 МВт. При напорі у 58 метрів вони забезпечують річну виробітку електроенергії на рівні 101 млн кВт-год. 
Видача продукції відбувається по ЛЕП, що працює під напругою 90 кВ.